# Raphaël Varane
Raphaël Varane (Lille, 1993. április 25. –) világbajnok francia válogatott labdarúgó.

## Klubcsapatokban

### Korai időszak
Varane Lilleben látta meg a napvilágot Martinique szülők gyermekeként. 7 évesen kezdett el foglalkozni a futballal, Lille egyik helyi futballcsapatában kezdte karrierjét. 2002 júliusában igazolt a Lens csapatához, amelyben profi futballista vált belőle. 2010–2011-es szezonban írta alá első, profi szerződését csapatával.

### Lens
2010 októberében, a Lens akkor menedzsere, Jean-Guy Wallemme felhívta a nagycsapathoz a Montpellier elleni bajnoki mérkőzésre, ami november 6-án volt esedékes. Végül kezdő volt a meccsen, végigjátszotta a 90 percet, és 2-0-ra nyert csapata. Az ezt követő két meccsen a kispadon ült, majd november 30-án ismét kezdő volt a Brest ellen elveszített 4-1-es mérkőzésen. A súlyos vereség után menesztették Wallemmet, és a magyar származású Bölöni Lászlót nevezték ki a helyére. Az ő irányítása alatt Varane rendszeres kezdőjátékos lett. 2011. február 3-án 2 évvel meghosszabbította szerződését, melynek értelmében 2015-ig a klub kötelékeiben marad. 2011. május 8-án megszerezte első hivatalos gólját a Caen elleni 1–1-es mérkőzésen. A következő mérkőzésén szintén betalált, ezúttal Monaco hálóját vette be, kialakítva az 1–1-es végeredményt.

### Real Madrid
2011. június 22-én a Lens elnöke, Gervais Martel bejelentette, hogy Varane a Real Madridban folytatja pályafutását. Varane leigazolása Zinédine Zidane ajánlása volt. Június 27-én sikeresen átesett az ilyenkor szokásos orvosi vizsgálatokon, és aláírta 6 éves szerződését. Varane vételára 10 millió euró volt. A 19-es mezszámot kapta a csapatban. Bemutatkozása a Los Angeles Galaxy elleni felkészülési mérkőzésen volt, hivatalos debütálására szeptember 21-én került sor a Racing Santander ellen. Nem sokkal később megszerezte első gólját is a Real Madridban a Rayo Vallecano ellen. A mérkőzést 6–2-re nyerte a Real. Góljával ő lett a legfiatalabb külföldi gólszerző a Real Madridban. Ekkor 18 éves és 154 napos volt. Szeptember 18-án bemutatkozhatott a Bajnokok Ligájában is a Manchester City ellen, amit 3–2-re megnyert a csapata.

### Manchester United
2021. augusztus 14-én a klub hivatalosan is bejelentette hogy 2025-ig írt alá a világbajnok hátvéd. Manchesteri klub 40+10 millió eurót fizetett a Real Madridnak a francia védőért. Varane a 19-es mezszámot viseli az angol rekordbajnoknál. Varane-t bemutatták az Old Trafford közönségének az átigazolás bejelentése napján, a United nyitómérkőzése előtt a Leeds United ellen. 2021. augusztus 29-én mutatkozott be, gólpasszt adva a győztes gólhoz a Wolverhampton Wanderers ellen. Május 2-án szerezte első bajnoki gólját a Brentford elleni 3–0-ás győzelem során.
2022. október 22-én Varane megsérült a Chelsea ellen. Erik ten Hag egy sajtótájékoztatón azt mondta október 26-án, hogy a játékos már biztos nem fog szerepelni a 2022-es világbajnokság előtt, illetve, hogy az se biztos, hogy a tornára el fog tudni utazni.
Utolsó mérkőzését a csapat színeiben, ami egyben utolsó teljes találkozója volt pályafutásában, a 2024-es angol labdarúgókupa-döntőjében játszotta, amit a csapat 2–1-re megnyert a városi rivális Manchester City ellen.

### Como
2024. július 28-án Serie A-ban szereplő Como hivatalosan is bejelentette, hogy leigazolta Varane-t. Néhány héttel később viszont komoly sérülést szenvedett egy olasz kupamérkőzés első félidejében, aminek következtében kimaradt csapata Serie A-keretéből. 2024. szeptember 25-én bejelentette visszavonulását.

## A válogatottban
2010. augusztus 24-én mutatkozott be az U18-as francia válogatottban Dánia elleni barátságos mérkőzésen, ahol rögtön gólt szerzett. 2011. február 3-án debütált az U21-es válogatottban egy barátságos meccsen Szlovákia ellen.
2023 januárjában bejelentette, hogy visszavonul a válogatottól. Tíz év alatt 93 alkalommal szerepelt a csapatban és ötször talált be.

## Statisztika

### Klubcsapatokban
Utoljára 2024. május 25-én lett frissítve.
| Klub              | Szezon         | Liga           | Liga | Liga  | Kupa | Kupa  | Ligakupa | Ligakupa | Európai | Európai | Egyéb | Egyéb | Összesen | Összesen |
| Klub              | Szezon         | Liga           | P.   | Gólok | P.   | Gólok | P.       | Gólok    | P.      | Gólok   | P.    | Gólok | P.       | Gólok    |
| ----------------- | -------------- | -------------- | ---- | ----- | ---- | ----- | -------- | -------- | ------- | ------- | ----- | ----- | -------- | -------- |
| Lens              | 2010–2011      | Ligue 1        | 23   | 2     | 1    | 0     | —        | —        | —       | —       | —     | —     | 24       | 2        |
| Real Madrid       | 2011–2012      | La Liga        | 9    | 1     | 2    | 1     | —        | —        | 4       | 0       | 0     | 0     | 15       | 2        |
| Real Madrid       | 2012–2013      | La Liga        | 15   | 0     | 7    | 2     | —        | —        | 11      | 0       | 0     | 0     | 33       | 2        |
| Real Madrid       | 2013–2014      | La Liga        | 14   | 0     | 2    | 0     | —        | —        | 7       | 0       | 0     | 0     | 23       | 0        |
| Real Madrid       | 2014–2015      | La Liga        | 27   | 0     | 4    | 2     | —        | —        | 12      | 0       | 3     | 0     | 46       | 2        |
| Real Madrid       | 2015–2016      | La Liga        | 26   | 0     | 0    | 0     | —        | —        | 7       | 0       | —     | —     | 33       | 0        |
| Real Madrid       | 2016–2017      | La Liga        | 23   | 1     | 3    | 1     | —        | —        | 10      | 2       | 3     | 0     | 39       | 4        |
| Real Madrid       | 2017–2018      | La Liga        | 27   | 0     | 1    | 0     | —        | —        | 11      | 0       | 5     | 0     | 44       | 0        |
| Real Madrid       | 2018–2019      | La Liga        | 32   | 2     | 4    | 0     | —        | —        | 4       | 0       | 3     | 0     | 43       | 2        |
| Real Madrid       | 2019–2020      | La Liga        | 32   | 2     | 1    | 1     | —        | —        | 7       | 0       | 2     | 0     | 42       | 3        |
| Real Madrid       | 2020–2021      | La Liga        | 31   | 2     | 0    | 0     | —        | —        | 9       | 0       | 1     | 0     | 41       | 2        |
| Real Madrid       | Összesen       | Összesen       | 205  | 6     | 24   | 7     | —        | —        | 73      | 2       | 16    | 0     | 318      | 15       |
| Manchester United | 2021–2022      | Premier League | 22   | 1     | 2    | 0     | 0        | 0        | 5       | 0       | —     | —     | 29       | 1        |
| Manchester United | 2022–2023      | Premier League | 24   | 0     | 3    | 0     | 2        | 0        | 5       | 0       | —     | —     | 34       | 0        |
| Manchester United | 2023–2024      | Premier League | 22   | 1     | 5    | 0     | 1        | 0        | 4       | 0       | —     | —     | 32       | 1        |
| Manchester United | Összesen       | Összesen       | 68   | 2     | 10   | 0     | 3        | 0        | 14      | 0       | —     | —     | 95       | 2        |
| Teljes karrier    | Teljes karrier | Teljes karrier | 327  | 12    | 35   | 7     | 3        | 0        | 97      | 2       | 17    | 0     | 479      | 21       |

### A válogatottban
2022. december 18-án lett utoljára frissítve.
| Nemzet        | Év       | Pályára lépések | Gólok |
| ------------- | -------- | --------------- | ----- |
| Franciaország | 2013     | 4               | 0     |
| Franciaország | 2014     | 13              | 1     |
| Franciaország | 2015     | 10              | 1     |
| Franciaország | 2016     | 8               | 0     |
| Franciaország | 2017     | 5               | 0     |
| Franciaország | 2018     | 14              | 1     |
| Franciaország | 2019     | 10              | 2     |
| Franciaország | 2020     | 7               | 0     |
| Franciaország | 2021     | 12              | 0     |
| Franciaország | 2022     | 10              | 0     |
| összesen      | összesen | 93              | 5     |

### Góljai a válogatottban
2022. március 29-én lett utoljára frissítve.
| # | Dátum              | Helyszín                                                    | Pályára lépés | Ellenfél   | Gól | Végeredmény | Verseny                |
| - | ------------------ | ----------------------------------------------------------- | ------------- | ---------- | --- | ----------- | ---------------------- |
| 1 | 2014. november 18. | Stade Vélodrome, Marseille, Franciaország                   | 17            | Svédország | 1–0 | 1–0         | Barátságos mérkőzés    |
| 2 | 2015. március 26.  | Stade de France, Saint-Denis, Franciaország                 | 18            | Brazília   | 1–0 | 1–3         | Barátságos mérkőzés    |
| 3 | 2018. július 6.    | Nyizsnyij Novgorod Stadion, Nyizsnyij Novgorod, Oroszország | 47            | Uruguay    | 1–0 | 2–0         | 2018-as világbajnokság |
| 4 | 2019. március 22.  | Zimbru Stadion, Chișinău, Moldova                           | 55            | Moldova    | 2–0 | 4–1         | 2020-as Eb-selejtező   |
| 5 | 2019. november 14  | Stade de France, Saint-Denis, Franciaország                 | 63            | Moldova    | 1–1 | 2–1         | 2020-as Eb-selejtező   |

## Sikerei, díjai
Real Madrid
- Spanyol bajnok (3): 2011–12, 2016–17, 2019–20
- Spanyol labdarúgókupa (1): 2013–14
- Spanyol szuperkupa (3): 2012, 2017, 2019–20
- UEFA-bajnokok ligája (4): 2013–14, 2015–16, 2016–17, 2017–18
- UEFA-szuperkupa (3): 2014, 2016, 2017
- FIFA-klubvilágbajnokság (4): 2014, 2016, 2017, 2018

Manchester United
- Angol ligakupa: 2022–2023
- Angol kupagyőztes: 2023–2024

### Válogatott
- Világbajnok: 2018
- UEFA Nemzetek Ligája-győztes: 2020–21

### Fordítás
Ez a szócikk részben vagy egészben  a   Raphaël Varane című angol Wikipédia-szócikk ezen változatának fordításán alapul.  Az eredeti cikk szerkesztőit annak laptörténete sorolja fel. Ez a jelzés csupán a megfogalmazás eredetét és a szerzői jogokat jelzi, nem szolgál a cikkben szereplő információk forrásmegjelöléseként.